# Jussara sigillatus
Jussara sigillatus is een hooiwagen uit de familie Sclerosomatidae.